# Барышская епархия
Бары́шская епа́рхия — епархия Русской Православной церкви, объединяющая приходы и монастыри в юго-западной части Ульяновской области (в границах Базарносызганского, Барышского, Инзенского, Николаевского, Павловского, Радищевского и Старокулаткинского районов). Входит в состав Симбирской митрополии.

## История
26 июля 2012 года решением Священного Синода Русской православной церкви была учреждена Барышская епархия, путём выделения её из состава Симбирской епархии. В пределах Ульяновской области была образована Симбирская митрополия, включающая в себя Барышскую, Мелекесскую и Симбирскую епархии.

## Архиереи
- Епископ Филарет (Коньков) (с 28 октября 2012)

## Благочиния
Епархия разделена на 5 церковных округов (по состоянию на октябрь 2022 года):
- 1-е благочиние (Барышский район)
- 2-е благочиние (Базарносызганский и Инзенский районы)
- 3-е благочиние (Николаевский район)
- 4-е благочиние (Павловский район)
- 5-е благочиние (Радищевский и Старокулаткинский районы)

## Монастыри
- Жадовский монастырь в посёлке Самородки Барышского района (мужской);